# Partisans macedônios
Os Partisans macedônios (em macedônio/macedónio:  македонски партизани) oficialmente o Exército de Libertação Nacional e Destacamentos Partisans da Macedônia (em macedônio/macedónio:  Народноослободителна војска и партизански одреди на Македонија, НОВ и ПОМ; em servo-croata:  Narodnooslobodilačka vojska i partizanski odredi Makedonije) foi um movimento de resistência comunista e antifascista formado na Iugoslávia ocupada que atuou na Segunda Guerra Mundial na Macedônia Iugoslava. As unidades do exército foram formadas por macedônios no âmbito dos Partisans Iugoslavos, bem como de outras organizações de resistência comunista que operavam na Macedônia na época  e foram lideradas pelo Estado-Maior do Exército de Libertação Nacional e pelos Destacamentos Partisans da Macedônia, chefiados por Mihajlo Apostolski. 

## História

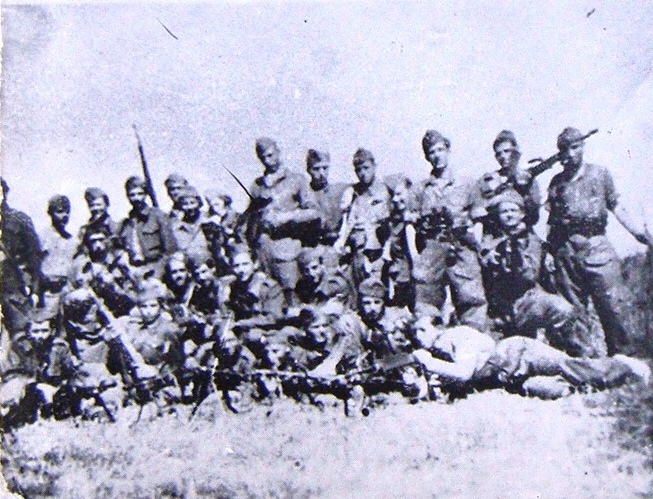
Partisans do Batalhão Stiv Naumov, criado em novembro de 1943 em Gorna Prespa.

Após a tomada da Banovina de Vardarska pela Bulgária em abril de 1941, os comunistas macedônios caíram na esfera de influência do Partido Comunista Búlgaro.  Eles pensavam que o povo macedónio comum acreditava no papel da Bulgária como libertador e que nenhum macedónio queria lutar contra os soldados búlgaros.  No entanto, quando a URSS foi atacada pela Alemanha Nazista em junho, começou alguma forma de resistência anti-Eixo, com o surgimento de unidades militares partisans macedônias. Inicialmente não tiveram verdadeiro sucesso, começando a crescer apenas em 1943 com a capitulação da Itália e as vitórias soviéticas sobre a Alemanha Nazista.   O papel dos comunistas búlgaros, que evitaram organizar uma resistência armada em massa na área, foi também um factor chave.  Embora vários destacamentos partidários macedónios tenham sido formados até ao final de 1942, travando batalhas contra as forças de ocupação búlgaras, italianas, alemãs e albanesas e apesar da administração mal gerida de Sófia, a maioria dos comunistas macedónios ainda não tinha sido atraída para a Iugoslávia. Entre 1941 e 1943, Josip Broz Tito enviou cinco emissários à Macedônia, para persuadir os seus camaradas indisciplinados, mas os seus esforços tiveram sucesso limitado, e o Comitê Regional dos Comunistas na Macedônia estava de facto sob o controlo do Partido Comunista Búlgaro. 
Para mudar isso, no início de 1943 o montenegrino Svetozar Vukmanović-Tempo foi enviado por Tito como assistente do QG das forças partidárias macedónias. Ele deveria criar um Partido Comunista Macedônio no âmbito do Partido Iugoslavo. Um dos seus objectivos era destruir a influência do BCP na Macedónia e lutar contra qualquer forma de autonomismo macedônio. Teria de “macedonizar” a forma e o conteúdo da luta e dar-lhe uma fachada étnica macedónia. Uma das suas principais conquistas foi também que a tendência pró-búlgara do tempo de guerra ficou em segundo plano em relação à tendência pró-iugoslava. Tempo conseguiu capitalizar as crescentes contradições em relação às autoridades búlgaras, que durante 1942 estiveram envolvidas numa política de centralização, contradizendo a sua agenda inicial de respeitar a autonomia macedónia. Os comunistas jugoslavos proclamaram como objetivo a questão da unificação das três regiões da Macedónia – Jugoslava, Grega e Búlgara, e assim conseguiram obter também nacionalistas macedónios. Como resultado, o Partido Comunista da Macedônia (CPM) foi formado em 19 de Março de 1943 em Tetovo, então na zona de ocupação italiana.
A data da criação de sua unidade principal, o Batalhão Mirče Acev, em 18 de agosto de 1943 no Monte Slavej  entre Ocrida e Kičevo, então na zona de ocupação italiana, é oficialmente comemorado hoje na Macedônia do Norte como o Dia do Exército da República da Macedônia do Norte. Em 11 de novembro de 1943, a 1ª Brigada de Choque do Kosovo da Macedônia foi formada na Macedônia Ocidental pela fusão de dois batalhões da Macedônia do Vardar e um do Kosovo. A segunda maior unidade militar étnica da Macedônia foi a 2ª Brigada de Choque da Macedônia, formada em 22 de dezembro de 1943, do outro lado da fronteira com a Macedônia Grega.  Em 26 de fevereiro de 1944, na vila de Zegljane, perto de Kumanovo, a 3ª Brigada de Choque da Macedônia foi formada. Estas três brigadas constituíram o núcleo do Exército de Libertação Nacional da Macedónia, que após constantes batalhas tornou-se mais forte em número. De 8.000 guerrilheiros no verão de 1944, até as operações militares finais na Guerra de Libertação Nacional da Iugoslávia em abril de 1945, o Exército de Libertação Nacional da Macedônia aumentou para três corpos, sete divisões e trinta brigadas, todas com um total de 100.000 soldados regulares.  A composição cronológica pelo número de membros do MNLA (partisans, seus ajudantes, etc.) foi a seguinte: 
| Final de 1941 | Final de 1942 | Setembro de 1943 | Final de 1943 | Agosto de 1944 | Final de 1944 |
| ------------- | ------------- | ---------------- | ------------- | -------------- | ------------- |
| 1.000         | 2.000         | 10.000           | 7.000         | 8.000          | 66.000        |

## Comandantes
- Mirce Acev
- Kuzman Josifovski Pitu
- Mihajlo Apostolski
- Metodija Andonov-Čento
- Svetozar Vukmanović-Tempo

## Ordens de batalha

### Brigadas
- 1ª Brigada Automóvel da Macedônia
- 1ª Brigada de Cavalaria da Macedônia
- 1ª Brigada de Assalto do Egeu
- 1ª Brigada Macedônia
- 2ª Brigada Macedônia
- 3ª Brigada Macedônia
- 4ª Brigada Macedônia
- 5ª Brigada Macedônia
- 6ª Brigada Macedônia
- 7ª Brigada Macedônia
- 8ª Brigada Macedônia
- 9ª Brigada Macedônia
- 10ª Brigada Macedônia
- 11ª Brigada Macedônia
- 12ª Brigada Macedônia
- 13ª Brigada Macedônia
- 14ª Brigada Macedônia Dimitar Vlahov
- 15ª Brigada Macedônia
- 16ª Brigada Macedônia
- 17ª Brigada Macedônia
- 18ª Brigada Macedônia
- 19ª Brigada Macedônia
- 20ª Brigada Macedônia
- 21ª Brigada Macedônia
- 11ª Brigada Macedônia (41ª Divisão Macedônia)
- Brigada Gotse Delchev

### Corpos
- 15º Corpo (operado em Zemun)
- 16º Corpo
- Corpo Bregalnica-Strumica

### Divisões
- 41ª Divisão da Macedônia (Estado-Maior da Macedônia)
- 42ª Divisão da Macedônia (15º Corpo)
- 48ª Divisão da Macedônia (15º Corpo)
- 49ª Divisão da Macedônia
- 50ª Divisão da Macedônia
- 51ª Divisão da Macedônia
- Divisão Kumanovo